# Trichoxys apelles
Trichoxys apelles är en skalbaggsart som först beskrevs av Newman 1838.  Trichoxys apelles ingår i släktet Trichoxys och familjen långhorningar.
Artens utbredningsområde är Honduras. Inga underarter finns listade i Catalogue of Life.